# Herrengedeck – Der Podcast
Herrengedeck – Der Podcast (oder kurz: Herrengedeck) war ein deutschsprachiger Podcast, der von Laura Larsson und Ariana Baborie moderiert wurde. Ab dem 16. November 2016 erschienen Folgen zunächst alle zwei Wochen und ab dem 17. November 2017 wöchentlich. Ab 2019 war der Podcast als Spotify Exclusive ausschließlich auf der Streamingplattform abrufbar. Der Podcast endete im Juli 2021 mit der 209. Folge.

## Geschichte
Larsson und Baborie lernten sich bei ihrem gemeinsamen Arbeitgeber, dem Berliner Radiosender 98.8 KissFM kennen, woraufhin sie beschlossen, einen gemeinsamen Podcast zu starten. Namensgebend für den Podcast ist die Kombination zweier alkoholischer Getränke, generell einem Korn und einem Bier (siehe Herrengedeck), die in früheren Folgen während der Aufnahme konsumiert wurde. Ab dem 16. November 2016 erschienen alle zwei Wochen Podcastfolgen von circa 90 Minuten sowie ab November 2017 im Wochenwechsel dazu zusätzlich dreißigminütige Kurzfolgen unter dem Titel „Der Kurze“.
Neben ihren Streamingtätigkeiten nahmen die Moderatorinnen auch an öffentlichen Veranstaltungen wie dem Podcast-Festival „Auf die Ohren“ teil und organisierten eigene Liveveranstaltungen wie zum Beispiel am 2. Dezember 2017 im Columbia Theater in Berlin.
Ab September 2019 war der Podcast exklusiv auf Spotify zu hören.
Im August 2019 brachten Larsson und Baborie ihre Erzählungen als Taschenbuch unter dem Titel Herrengedeck: Geschichten, die wir nüchtern niemals erzählen würden bei Kiepenheuer & Witsch heraus.
In der 207. Folge gaben Larsson und Baborie bekannt, dass der Podcast mit der 209. Folge im Juli 2021 enden und sie sich neuen Projekten zuwenden werden.

## Inhalt
Der Inhalt des Podcasts war stark persönlichkeitsgetrieben und lieferte die jeweilige Sicht der Moderatorinnen auf allgemeine Themen, Weltgeschehen und persönliche Erfahrungen. In der Langversion des Podcasts wurde mit einem sogenannten „persönlichen Fact“ über beide Moderatorinnen begonnen, der die Persönlichkeit und Gewohnheit beider Personen thematisiert.
Ein großer Teil des Inhalts waren Erzählungen aus dem Privatleben der beiden Moderatorinnen. Stets im Vordergrund stand die unterhaltsame, komödiantische Intention bei den Sprecherinnen.
Da es in der Anfangsphase des Podcasts zu Problemen kam, die Stimmen der Moderatorinnen zu unterscheiden, wurde ab der 4. Ausgabe Herrengedeck jede Langversion mit einem „persönlichen Fact“ begonnen. Somit ordneten die Protagonistinnen ihren Stimmen Persönlichkeitsmerkmale zu. Ihren Fakt zuerst vortragen durfte diejenige, die ein vorausgehendes Spiel gewonnen hatte. Zum Beispiel sagte Baborie in der vierten Folge, dass ihr linkes Ohr abstehe, und Larsson bekannte, sie möchte manchmal absichtlich traurig sein und weine dazu vorm Spiegel.

## Rezeption und Auszeichnungen
Herrengedeck – Der Podcast war einer der erfolgreichsten deutschsprachigen Podcast und war in den iTunes Podcast Charts bereits mehrmals Platz 1 unter den Top-Podcast-Sendungen. Er teilte sich gemeinsam mit dem Podcast Fest & Flauschig von Jan Böhmermann und Olli Schulz den ersten Platz beim am 10. März 2018 in Essen verliehenen Podcast Preis 2018 des Podcastvereins in der Kategorie „Unterhaltung“. Im Jahr 2019 war Herrengedeck auf Spotify der weltweit am fünft meisten gestreamte Podcast. Der dritte Platz gehörte Gemischtes Hack, gefolgt von Fest & Flauschig auf dem vierten Platz. 2020 gewannen die Moderatorinnen gemeinsam für Herrengedeck den Deutschen Comedypreis in der neu geschaffenen Kategorie Beste Comedy-Podcasterin. In ihrer Dankesrede kritisierten sie die Benachteiligung von Frauen im Showgeschäft.
| Jahr | Award                       | Kategorie                | Ergebnis | EN     |
| ---- | --------------------------- | ------------------------ | -------- | ------ |
| 2018 | Deutscher Podcastpreis 2018 | Unterhaltung             | 1. Platz | [ 15 ] |
| 2019 | Deutscher Podcastpreis 2019 | Unterhaltung             | 3. Platz | [ 15 ] |
| 2020 | Deutscher Comedypreis 2020  | Beste Comedy-Podcasterin | gewonnen | [ 14 ] |

## Veröffentlichungen
Bücher
- Ariana Baborie & Laura Larsson: Geschichten, die wir nüchtern niemals erzählen würden, KiWi-Taschenbuch, Köln 2019, ISBN 978-3-462-05166-7.